# (32584) 2001 QW105
2001 QW105 (asteroide 32584) é um asteroide da cintura principal. Possui uma excentricidade de 0.06918930 e uma inclinação de 21.35039º.
Este asteroide foi descoberto no dia 18 de agosto de 2001 por LONEOS em Anderson Mesa.